# Église Saint-Paul de Vals-le-Chastel
Pour les articles homonymes, voir Église Saint-Paul.
L'église Saint-Paul est une église catholique située à Vals-le-Chastel, en France.

## Localisation
L'église est située dans le département français de la Haute-Loire, sur la commune de Vals-le-Chastel.

## Historique
L'édifice est inscrit au titre des monuments historiques en 1962 et classé en 1971.